# Силна вода
„Силна вода“ е български игрален филм (драма) от 1975 година на режисьора Иван Терзиев. Сценарият е написан от Боян Папазов по мотиви от романа „Лош ден“ на Генчо Стоев. Оператор е Пламен Вагенщайн. Музиката във филма е композирана от Кирил Цибулка.

## Сюжет
В околностите на крайдунавски град Силистра сондьорска бригада търси вода. Четиримата членове на бригадата знаят, че вода няма и се отдават на безделие… Филмът е и една разгърната метафора за системата на социализма. Кметът Гачевски иска да докара на хората истинска, студена и бистра вода. Той дори показва местността, откъдето е извирала преди 9.09.1944 г.
Уверен в правотата си, той строи фонтан в центъра на града. А хората са измъчвани от безводието и безверието. Те искат живителната влага днес и сега, а не поредни обещания за светлото бъдеще… След „Мъже без работа“ Иван Терзиев продължава да демонстрира изключителните си умения да представя безвремието на съвремието.

## Състав

### Актьорски състав
| Изпълнител                             | Роля             |
| -------------------------------------- | ---------------- |
| Иван Григоров                          | Чико (Харалампи) |
| Кирил Кавадарков                       | Миро             |
| Филип Трифонов                         | Флори            |
| Велко Кънев                            | Диме             |
| Иван Йорданов                          | кметът Гачевски  |
| Миглена Попова                         | Петра            |
| Мариана Димитрова                      | Мичона           |
| В епизодите                            |                  |
| Михаил Ботевски (като М. Ботевски)     | инженерът        |
| В. Спасов                              |                  |
| Жарко Павлович (като Ж. Павлович)      |                  |
| Стефанос Гулямджис (като С. Гулямджис) | работник         |
| Д. Малчев                              |                  |
| З. Тихинов                             |                  |

и други

### Творчески и технически екип
| Сценарий                      | Боян Папазов                                                                                   |
| По мотиви от романа „Лош ден“ | Генчо Стоев                                                                                    |
| Режисьор                      | Иван Терзиев                                                                                   |
| Оператор                      | Пламен Вагенщайн                                                                               |
| Редактор                      | Антоанета Войникова                                                                            |
| Художник                      | Боянка Ахрянова                                                                                |
| Костюми                       | Лиляна Димкова                                                                                 |
| Музика                        | Кирил Цибулка                                                                                  |
| Звук                          | Михаил Каридов                                                                                 |
| Монтаж                        | Венцеслава Каранешева                                                                          |
| Грим                          | Лефтерия Недева                                                                                |
| Асистент-режисьори            | Лилия Бозаджиева (като Л. Бозаджиева) Н. Вълкова                                               |
| Асистент-оператори            | Стоян Миланов (като Ст. Миланов) Александър Златев (като Ал. Златев)                           |
| Втори режисьор                | Дора Тодорова                                                                                  |
| Втори оператор                | Светослав Мечкуевски (като Св. Мечкуевски)                                                     |
| Фотограф                      | Милка Русинова (като М. Русинова)                                                              |
| Декори                        | Ф. Чалъков                                                                                     |
| Осветление                    | И. Алилов                                                                                      |
| Гардероб                      | Дора Бистрикова (като Д. Бистрекова)                                                           |
| Реквизит                      | Лука Бистреков (като Л. Бистреков)                                                             |
| Кран                          | Георги Гогов (като Г. Гогов)                                                                   |
| Техник на записа              | К. Крумов                                                                                      |
| Организатори                  | Бл. Динчев Валентин Вълков (като В. Вълков)                                                    |
| Директор                      | Христо Каранешев                                                                               |
| Distributed by                | Българска кинематография Студия за игрални филми Творчески колектив „ХЕМУС“ /Copyright © 1975/ |

## Награди
- Наградата за МЪЖКА РОЛЯ на Иван Григоров, ФБФ (Варна, 1976).
- Наградата на кинокритиката, ФБФ (Варна, 1976).
- Специалната награда на журито (Локарно, Швейцария, 1976).